# Gânico
Gânico (em latim: Gannicus) ou Cânico (em latim: Cannicus) foi um escravo Celta, que, junto com o Trácio Espártaco e os companheiros Gauleses Criso, Casto e Enomau, tornou-se um dos líderes dos escravos rebeldes durante a Terceira Guerra Servil (73-71 a.C.). No inverno de 71 a.C., Gânico, juntamente com Casto, romperam com Espártaco, levando um grande número de Celtas e Germanos com eles, marcando o segundo destacamento da rebelião. O grupo de Gânico e Casto encontraram seu fim em Lucânia, perto do Monte Soprano (Monte Camalatro), onde o cônsul romano Crasso, Lúcio Pomptino e Quinto Márcio Rufo assentaram suas forças em batalha e derrotou-os.

## Na cultura popular
- Gânico é interpretado por Dustin Clare na série de tv 'Spartacus: Deuses da Arena e sequências Spartacus: Vengeance e Spartacus: War of the Damned.[4] Ele é retratado como um ex-ex-gladiador, da Casa de Batiatus, que concorda em integrar a causa de Espártaco em honra ao amigo Enomau depois dele entrar na rebelião.
- Gânico é interpretado por Paul Telfer em 2004, na minissérie Spartacus – Ele comanda a cavalaria rebelde.